# Välsignande i dopets stund
Välsignande i dopets stund är en psalm med text skriven 1972 av Thomas Edmond Herbranson och musik av Hugh Wilson. Texten översattes 1979 till svenska av Eva Norberg.

## Publicerad i
- Psalmer och Sånger 1987 som nr 426 under rubriken "Kyrkan och nådemedlen - Dopet".[1]